# نیروی پنجم
نیروی پنجم نیروی هنوز ناشناخته‌ای است که گمان می‌رود بر پایهٔ چند نظریه به عنوان نیروی دیگری می‌تواند در کنار چهار نیروی بنیادی: گرانش، الکترومغناطیس، نیروی هسته‌ای قوی و نیروی هسته‌ای ضعیف در کار باشد. در فیزیک، این چهار نیرو اساس تمام فعل و انفعالات شناخته شده در طبیعت را بنا به باور کنونی تشکیل می‌دهند. برای توضیح مشاهدات مختلف غیرعادی گمانه‌زنی در مورد وجود نیروی پنجمی ارائه شده که با نظریه‌های موجود سازگار نیست. ویژگی‌های این نیروی پنجم بستگی به فرضیهٔ مطرح شده دارد. بسیاری نیرو را تقریباً در حد نیروی گرانش فرض می‌کنند (یعنی بسیار ضعیف‌تر از نیروی الکترومغناطیسی یا نیروهای هسته‌ای است) با دامنه‌ای از کمتر از یک میلی‌متر گرفته تا مقیاس‌های کیهان‌شناسی. بنا بر پیشنهاد دیگر، نیروی ضعیف جدیدی است که بوزون‌های W′ و Z′ واسطهٔ آن است.
در دهه‌های اخیر به دلیل کشف دو پدیده در کیهان‌شناسی که با نظریه‌های فعلی توضیح داده نمی‌شود، جستجوی برای نیروی پنجم افزایش یافته است. دانسته شده که بیشتر جرم جهان را شکل ناشناخته‌ای از ماده به نام ماده تاریک تشکیل می‌دهد. بیشتر فیزیکدانان معتقدند که ماده تاریک از ذرات زیر اتمی جدید و کشف نشده تشکیل شده است. اما برخی معتقدند که این ماده می‌تواند مربوط به یک نیروی اساسی ناشناخته باشد. دوم، همچنین اخیراً کشف شده که انبساط جهان در حال شتاب است، که به نوعی انرژی به نام انرژی تاریک نسبت داده شده است. برخی از فیزیکدانان حدس می‌زنند که نوعی انرژی تاریک به نام جهان شتاب‌دار می‌تواند نیروی پنجم باشد.

## رویکردهای تجربی
آزمودن یک نیروی بنیادی نو می‌تواند آزمونی دشوار باشد. به عنوان مثال: گرانش نیرویی چنان ضعیف است که فعل و انفعال گرانشی بین دو جسم تنها زمانی قابل توجه می‌شود که کنش‌های گرانشی یکی از آنها (جرم یکی از آنها) زیاد باشد؛ بنابراین، برای اندازه‌گیری فعل و انفعالات گرانشی بین اجسامی که در مقایسه با زمین کوچک هستند به تجهیزات بسیار حساسی نیاز است تا در مقایسه با زمین نیروی گرانش آن را اندازه‌گیری کند. نیروی بنیادی جدید (یا "پنجم") نیز به همین ترتیب ممکن است ضعیف باشد و بنابراین بازشناسی و تشخیص آن دشوار است. با این وجود، در سال‌های پایانی دههٔ ۱۹۸۰، نیروی پنجمی که در حد مقیاس‌های شهری (با دامنهٔ حدود ۱۰۰ متر) کنش دارد، توسط پژوهشگران (فیشباخ و دیگران) گزارش شد که در حال تجزیه و تحلیل نتایج بررسی‌های فیزیک‌دان مجارستانی لوراند اتووش در اوایل سدهٔ گذشته بودند. باور او بر این بوده که این نیرو با ابربار در ارتباط است. در طول چندین سال، آزمایش‌های دیگر نتوانسته‌اند این نتیجه را تکرار کنند.
بسته به نوع نیروی مورد نظر و دامنهٔ آن، دست کم سه نوع جستجو می‌تواند در این باره انجام شود.